# Jack Lovelock
John "Jack" Edward Lovelock (5. ledna 1910, Crushington – 28. prosince 1949, New York) byl novozélandský atlet, běžec na střední tratě, olympijský vítěz v běhu na 1500 metrů z roku 1936.

## Život
Narodil se jak syn emigrantů z Velké Británie, vystudoval lékařskou fakultu na univerzitě v Oxfordu.
Startoval na olympiádě v Los Angeles v roce 1932, kde skončil sedmý ve finále běhu na 1500 metrů. O rok později vytvořil světový rekord v běhu na 1 míli časem 4:07,6. V roce 1934 zvítězil v této disciplíně na Hrách Commonwealthu.
Na olympiádě v roce 1936 v Berlíně zvítězil v běhu na 1500 metrů v novém světovém rekordu 3:47,6. Od roku 1945 pracoval jako lékař v New Yorku, zemřel v roce 1949 při pádu do kolejiště na stanici metra.